# Tobysch
Der Tobysch (russisch То́быш) ist ein linker Nebenfluss der Zilma in der Republik Komi in Nordwestrussland.
Der Tobysch entspringt östlich des Timanrückens und westlich des Unterlaufs der Petschora. Er fließt zuerst in südwestlicher Richtung, bevor er sich nach Süden wendet. Er weist dabei viele Mäander auf. Er mündet nach 393 km auf die nach Osten fließende Zilma. Der Tobysch entwässert ein Areal von 6610 km². Der Fluss ist zwischen Ende Oktober / Anfang November und Mai eisbedeckt. Während der Schneeschmelze in den Monaten Mai und Juni führt der Tobysch Hochwasser.